# Волпаго дел Монтело
Волпаго дел Монтело (итал. Volpago del Montello) је насеље у Италији у округу Тревизо, региону Венето.
Према процени из 2011. у насељу је живело 3888 становника. Насеље се налази на надморској висини од 92 м.

## Становништво
| 1931. | 1936. | 1951. | 1961. | 1971. | 1981. | 1991. | 2001. | 2011.  |
| ----- | ----- | ----- | ----- | ----- | ----- | ----- | ----- | ------ |
| 7.751 | 7.749 | 8.089 | 7.625 | 7.888 | 8.375 | 8.548 | 9.084 | 10.045 |